# فرودگاه بین‌المللی سوسوکوتلن
فرودگاه بین‌المللی سوسوکوتلن  (به انگلیسی: Xoxocotlán International Airport)  یک فرودگاه همگانی/نظامی مسافربری با کد یاتا OAX است که یک باند فرود آسفالت دارد و طول باند آن ۲۴۵۰ متر است. این فرودگاه در شهر  اوآخاکا د خوارز کشور مکزیک قرار دارد و در ارتفاع ۱۵۲۱ متری از سطح دریا واقع شده است.

این فرودگاه هاب ایرلاین محلی آیروتوکان است و به مسافران پروازهای داخلی و بین‌المللی سرویس ارائه می‌دهد. این فرودگاه میزبان ادوات ارتش مکزیک، شرکت‌های لاجیستیک و فعالیت‌های دیگر همچون آموزش خلبانی و‌ پرواز با هواپیماهای کوچک توریستی‌ست.
فرودگاه اوآخا در سال‌های اخیر شاهد رشد چشمگیر مسافران است و در سال ۲۰۲۴ به نزدیک به یک میلیون و ۸۰۰ هزار مسافر خدمات ارائه داده که دو برابر سال ۲۰۱۷ است.